# Jozefietenklooster (Velm)
Het Jozefietenklooster is een voormalig klooster der jozefieten, gelegen aan Halleweg 32 te Velm, in de Belgische gemeente Sint-Truiden.

## Bezitsgeschiedenis
Oorspronkelijk was dit een kasteel, "Kasteel van Schoor" of Kasteel van Velm genaamd. Het kasteel was eigenaar van diverse particulieren. Tot 1902 woonde er ene Gillis Cajot, welke toen echter overleed. Hij had het vruchtgebruik van het bezit van zijn, eerder overleden, vrouw Fulvie Rigo. Eigenaar van het kasteel was -na Fulvie's dood- echter Fulvie's broer, Alexis Rigo. Deze woonde er niet zelf, maar maakte het kasteel weer over aan zijn minnares, Jeanne Gijzelinck, die weduwe was van Isidoor Parijs en zich madame Parijs liet noemen. In 1930 werd het door haar erfgenamen verkocht aan Clement Peten jr., die het in 1931 doorverkocht aan de Jozefieten. In 1962 werd het door de paters verkocht aan een particulier, die het ging verhuren aan het Centrum voor Talenleer, een private talenschool.

## Gebouw
Het U-vormige gebouw stamt uit de tweede helft van de 18e eeuw, terwijl er in het eerste kwart van de 20e eeuw delen werden bijgebouwd. Het oorspronkelijke gebouw is in classicistische stijl en wordt gedekt door een mansardedak. Het 20e-eeuwse deel betreft de noordvleugel, die echter eveneens in classicistische stijl werd gebouwd.

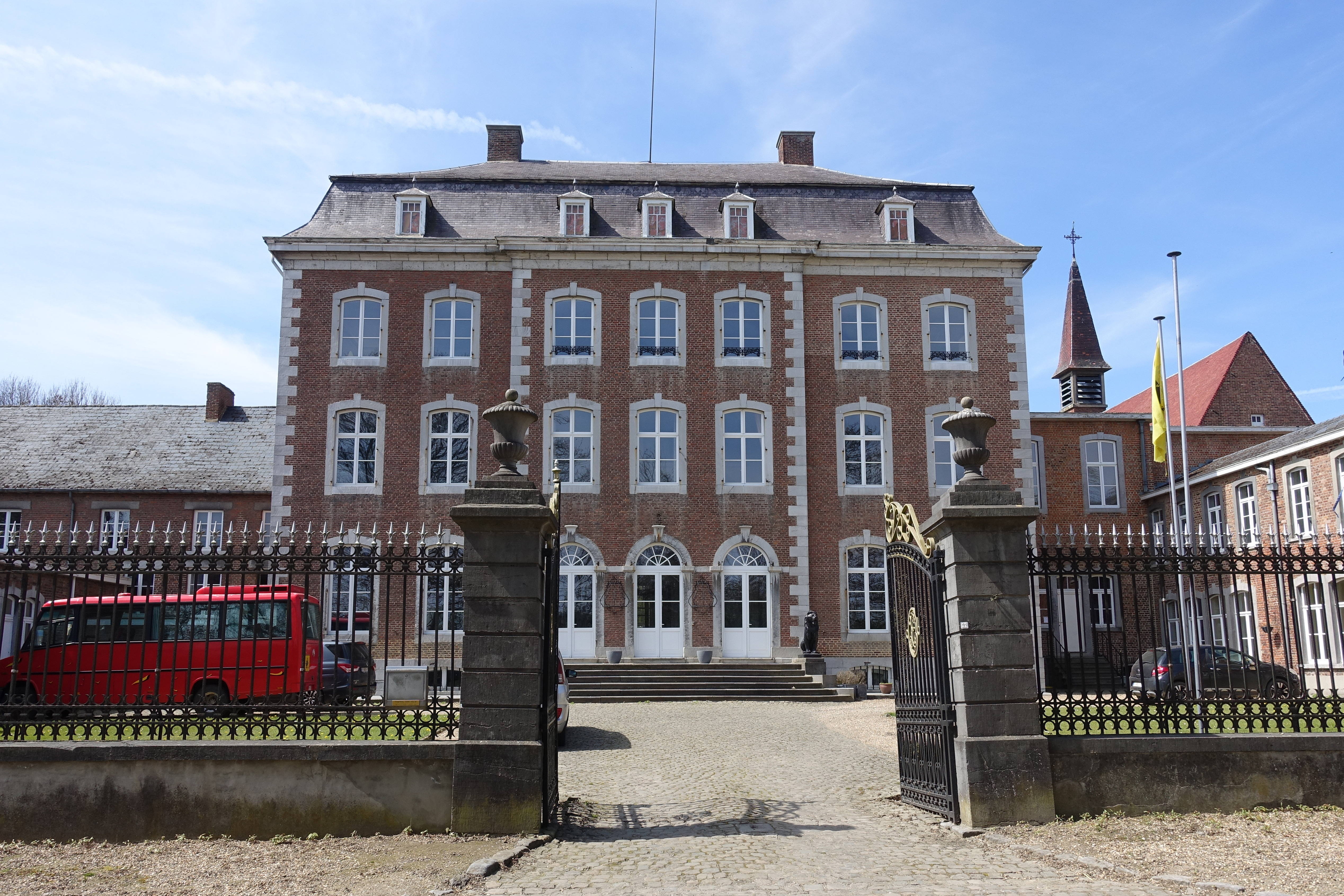
Kasteel van Schoor Velm